# Francesco Bussone da Carmagnola
Carmagnola, eigentlich Francesco Bussone (* um 1385 in Carmagnola in der Markgrafschaft Saluzzo; † 5. Mai 1432 in Venedig (hingerichtet)) war ein italienischer Condottiere des 15. Jahrhunderts.

## Leben
Carmagnola wurde als Sohn eines Bauern geboren und diente zunächst als Söldner unter Facino Cane de Casale, dem Herrn von Alessandria und Regenten von Mailand. Nach dessen Tod (1412) trat er mit Canes sämtlichen Truppen zu Filippo Maria Visconti, nunmehrigem Herzog von Mailand, über und kämpfte unter ihm von 1414 bis 1415. Durch seinen Mut und Geschicklichkeit erwarb er sich rasch das Vertrauen Viscontis und konnte sich bis zum Feldherrn von Mailand emporarbeiten.
In der Lombardei kämpfte Carmagnola zwischen 1416 und 1417 erfolgreich, unterwarf 1421 Genua und besiegte die Schweizer 1422 in der Schlacht bei Arbedo. Dafür ernannte ihn Visconti zum Grafen von Castelnuovo und gab ihm seine uneheliche Tochter Antonia zur Ehefrau.
Bald jedoch wurde Carmagnola von seinen Gegnern beim Herzog verleumdet und von diesem zurückgesetzt, so dass Carmagnola nach Venedig flüchtete und dort 1425 unter dem Dogen Francesco Foscari an die Spitze der Landstreitkräfte der Republik Venedig trat. Zudem befehligte er noch die Truppen des Verbündeten Florenz. Er eroberte 1426 die Forts von Brescia und schlug die mailändischen Truppen unter Carlo Malatesta und Niccolò Piccinino am 12. Oktober 1427 in der Schlacht von Maclodio. Im Frieden 1428 erhielt Venedig Brescia, Bergamo und einen Teil des Gebiets von Cremona. Visconti musste Carmagnolas eingezogenen Güter und seine bisher gefangen gehaltene Familie herausgeben.
Beim Neuausbruch des Krieges 1431 war Carmagnola nicht so erfolgreich und verursachte eine Niederlage der venezianischen Flotte am Po. Deshalb ließen ihn die Venezianer, die Verrat zugunsten Mailands vermuteten, nach Venedig locken und festnehmen. Er wurde vor den Rat der Zehn geladen, nach Erpressung von Geständnissen des Verrats durch Folter zum Tod verurteilt und am 5. Mai 1432 in Venedig öffentlich enthauptet. Eine tatsächliche Schuld von ihm ließ sich allerdings nie nachweisen.
Das tragische Ende Carmagnolas ist von Dichtern behandelt worden, vor allem von Alessandro Manzoni in seinem Trauerspiel Il Conte di Carmagnola (1820).